# Holotrichia behrensi
Holotrichia behrensi är en skalbaggsart som beskrevs av Brenske 1892. Holotrichia behrensi ingår i släktet Holotrichia och familjen Melolonthidae. Inga underarter finns listade i Catalogue of Life.